# 奧林匹克大會
奧林匹克大會是由國際奧林匹克委員會所組織的奧林匹克運動国际会议。大会不定期举行，其作用是协商性的。根据《奥林匹克宪章》，奥林匹克大会可由国际奥委会主席召集，大会议程应由国际奥委会的执行委员会与各國家奧林匹克委員會、各國際單項體育組織协商，由主席确定议程并主持会议。
奧林匹克大會的参会人员包括奧林匹克運動的全部组织的代表， 即國際奧委會委员、名誉委员、荣誉委员和名誉主席，各國家奧林匹克委員會、各國際單項體育組織、其它受国际奥委会承认的组织派出的代表，以及运动员、受邀个人或受邀组织的代表。
截止目前，奥林匹克大会共举办过13届。首届奥林匹克大会于1894年在法国巴黎举办，此次大会是奥林匹克运动兴起的标志，大会决定建立国际奥委会，并召开首届现代奥林匹克运动会；最近一届奥林匹克大会于2009年在丹麦哥本哈根举办。

## 歷屆奧林匹克大會
|        | 年份   | 城市               | 主題 |
| ------ | ------ | ------------------ | --- |
| 第1屆  | 1894年 | 法國巴黎           | 设立、举办现代奥林匹克运动会；业余性的研讨及其原则                                                                                |
| 第2屆  | 1897年 | 法國勒阿弗尔       | 体育卫生与教育 |
| 第3屆  | 1905年 | 比利时布魯塞爾     | 体育运动与体育教育 |
| 第4屆  | 1906年 | 法國巴黎           | 艺术与奥运会及日常生活 |
| 第5屆  | 1913年 | 瑞士洛桑           | 體育心理學和生理學 |
| 第6屆  | 1914年 | 法國巴黎           | 奧林匹克規章与参赛制度 |
| 第7屆  | 1921年 | 瑞士洛桑           | 奧林匹克規章与参赛制度 |
| 第8屆  | 1925年 | 捷克斯洛伐克布拉格 | 体育教育；奧林匹克規章 |
| 第9屆  | 1930年 | 德国柏林           | 奧林匹克規章 |
| 第10屆 | 1973年 | 保加利亚瓦爾納     | 为了世界和平的体育运动 重新定义奥林匹克运动及其未来；国际奥委会与各國家奧林匹克委員會、各國際單項體育組織的关系；奥运会的未来规划 |
| 第11屆 | 1981年 | 西德巴登-巴登      | 因体育而团结、为体育而团结 奧運會的將來；國際合作；奧林匹克運動的將來                                                             |
| 第12屆 | 1994年 | 法國巴黎           | 奧林匹克大會一百週年，团结的大会 奥林匹克运动对现代社会的贡献；当代运动员；体育的社会作用；体育与大众传媒                         |
| 第13届 | 2009年 | 丹麦哥本哈根       | 奧林匹克運動的社會角色 運動員；奧運會；奧林匹克運動的組織；奧林匹克精神和年青人；數字化革命                                       |

## 外部連結
- Id = 1525 9 個候選城市比賽在2009年舉辦第13次國際奧委會代表大會 （页面存档备份，存于）
- 在2009年為第13次奧林匹克大會被選舉為主辦城市的哥本哈根 （页面存档备份，存于）
- [永久]